# گرنت (کلرادو)
گرنت (به انگلیسی: Grant) یک منطقهٔ مسکونی در ایالات متحده آمریکا است که در شهرستان پارک، کلرادو واقع شده‌است. گرنت  ۲٬۶۲۳ متر بالاتر از سطح دریا واقع شده‌است.